# Alexandr Grebeniuk
Alexandr Grebeniuk (Unión Soviética, 22 de mayo de 1951) es un atleta soviético retirado especializado en la prueba de decatlón, en la que consiguió ser campeón europeo en 1978.

## Carrera deportiva
En el Campeonato Europeo de Atletismo de 1978 ganó la medalla de oro en la competición de decatlón, con una puntuación de 8340 puntos que fue récord de los campeonatos, superando al británico Daley Thompson (plata con 8289 puntos) y al alemán Siegfried Stark (bronce).